# Arco Naturale
Arco Naturale je prirodni luk na istočnoj obali otoka Capri. Datira iz doba paleolitika, a predstavlja ostatke urušene špilje. Luk se proteže 12 m na nadmorskoj visini od 18 m građen je od vapnenca.

## Galerija
- Pogled odozdo
- Slika Williama Stanleya Haseltinea

## Vanjske poveznice
|  | Zajednički poslužitelj ima još gradiva o temi Arco Naturale |